# Beata fausta
Beata fausta là một loài nhện trong họ Salticidae.
Loài này thuộc chi Beata. Beata fausta được Elizabeth Maria Gifford Peckham & George William Peckham miêu tả năm 1901.